# Pro100
Pro100 (укр. Про Сто) — українська кіберспортивна організація. Перша українська команда, що перемогла в міжнародному турнірі з комп'ютерних ігор.

## Історія
Легендарний клан тег pro100 був придуманий у 2000—2001 роках Антоном Беленісовим, основою команди в той час стали Vlad і ZloeLamo. У найперший склад увійшли Юрій «ZloeLamo» Леонов, Вадим «dvl» Божко, Іоанн «Edward» Сухарєв, Михайло «Kane» Благін, Євген «Motya» Ткачов. Після турніру в Донецьку, було прийнято рішення про заміну Вадима «dev1l» Божка на Антона «3'x0n» Лачкова. Першим серйозним досягненням за межами України стала бронза pro100 на московському чемпіонаті ASUS Autumn Cup 2004. Наступна перемога — золота медаль на ASUS Winter Cup 2005, де вони обіграли навіть Virtus.pro.
Останнім виступом команди було на турнірі WCG 2007. Через деякий час команда офіційно перестала існувати.
Наприкінці лютого 2005 року в Москві пройшов 8-й турнір серії ASUS Open за назвою ASUS Cup Winter 2005, у якому брала участь Pro100! XADO. У підсумку харківська команда змогла дійти до фіналу з Counter-Strike і здобула перемогу над російською командою Virtus.pro. Ця подія стала дійсно несподіванкою турніру і дозволила хлопцям представляти Україну на міжнародній арені. Так Pro100! XADO, з якої складалася збірна країни, брала участь в Grand Final Міжнародних Кіберспортивних олімпійських іграх WCG (World Cyber Games) у Сінгапурі (2005) та Італії (2006).
Протягом 2 років свого існування команда Pro100! XADO була найстабільнішою командою не тільки в Україні, але й у СНД.
Також Pro100! XADO — учасник турнірів: ASUS Cup Spring 2005, Woodo Cup 2005, WCG 2005.
8 травня 2017 року стало відомо, що один з найстаріших кіберспортивних тегів в СНД і в усьому світі pro100 відроджується.
З 2021 року діяльність команди призупинено.

## Counter-Strike
Поточний склад
Діяльність команди призупинено.
Колишні гравці
- Михайло «Kane» Благін
- Данило «Zeus» Тесленко
- Дмитро «raz0r» Петрухно
- Євгеній «KEKC» Петрухно
- Іван «Edward» Сухарєв
- Ігор «crush» Шевченко
- Сергій «smike» Скляренко
- Лемещук «def» Дмитро
- Іван «AiyvaN» Семенець
- Вадим «Flarich» Каретін
- Леонард «kenzor» Володарчук
- Марек «YEKINDAR» Гаінскіс
- Арсеній «ceh9» Триноженко (Тренер)

Менеджер:
- Сергій «ZooM» Попов (до вересня 2006 року)[3]

Харків'яни Данило «Zeus» Тесленко й Іван «Edward» Сухарєв увійшли до складу Natus Vincere (Na'Vi) — української мультигеймінгової кіберспортивної організації, найсильнішої геймерської команди світу.
Досягнення
| Місце | Турнір                            | Дата проведення         | Призові            |
| ----- | --------------------------------- | ----------------------- | ------------------ |
|       | WCG UA 2003                       | 13.09.2003 — 14.09.2003 | 5 моб. тел Samsung |
|       | ASUS Autumn Cup 2004              | 26.11.2004 — 28.11.2004 | 500 доларів        |
|       | ASUS Winter Cup 2005              | 26.02.2005 — 27.02.2005 | 40 000 рублів      |
| 4     | ASUS Spring Cup 2005              | 21.05.2005 — 22.05.2005 | 15 000 рублів      |
|       | ЛКИ #1                            | 07.06.2005              | 3000 гривень       |
|       | WCG UA 2005                       | 29.08.2005 — 30.08.2005 | немає              |
|       | Skyline CyberGame 2005            | 09.09.2005 — 10.09.2005 | 600 доларів        |
|       | ASUS Autumn Cup 2005              | 26.11.2005 — 27.11.2005 | 25 000 рублів      |
|       | ASUS Winter Cup 2006              | 24.02.2006 — 25.02.2006 | 110 000 рублів     |
| 7—8   | ASUS Spring Cup 2006              | 25.05.2006 — 26.02.2006 | 50 000 рублів      |
|       | WCG UA 2006                       | 06.08.2006 — 07.08.2006 | немає              |
|       | ASUS Summer Cup 2006 UA           | 22.08.2006              | 300 гривень        |
|       | ASUS Summer Cup 2006              | 25.08.2006 — 27.05.2006 | 200 000 рублів     |
|       | NetLine Cup 2006                  | 09.12.2006 — 10.12.2006 | 50 000 рублів      |
|       | ЛКИ #2 Донбас 2006                | 23.12.2006              | 3000 гривень       |
|       | ASUS Winter Cup 2007              | 24.02.2007 — 25.02.2007 | 170 000 рублів     |
|       | DTS Cup 2007                      | 07.04.2007 — 08.04.2007 | 2000 доларів       |
|       | ASUS Spring Cup 2007              | 26.05.2007 — 27.05.2007 | 40 000 рублів      |
|       | WCG UA 2007                       | 18.08.2007              | немає              |
|       | CIS Minor — PGL Major Krakow 2017 | 08.06.2017 — 11.08.2017 | 5000 доларів       |
| 4     | CIS Minor — ELEAGUE Major 2018    | 26.10.2017 — 29.10.2017 | немає              |
| 5-6   | Toyota Master Bangkok 2018        | 22.11.2018 — 25.11.2018 | 6000 доларів       |
|       | LOOT.BET Bullet Blizzard          | 20.12.2018 — 28.12.2018 | 3000 доларів       |
| 5-6   | CIS Minor — IEM Katowice 2019     | 16.01.2019 — 20.01.2019 | немає              |
| 5-8   | WePlay!Lock and Load              | 30.01.2019 — 03.02.2019 | немає              |

## Playerunknown's Battlegrounds
Створення команди
28 вересня 2017 року організація оголосила про підписання контрактів з двома гравцями в Playerunknown's Battlegrounds. 7 листопада 2017 року склад був повністю укомплектований.
Поточний склад
- Руслан «Frankario» Салахутдінов
- Олександр «crab1k» Позняков
- Григорій «GRISHKAPOWER» Чупров
- Максим «Arcway» Козлов